# Duyên Sơn
Duyên Sơn (chữ Hán giản thể: 铅山县, âm Hán Việt: Duyên Sơn huyện) là một huyện thuộc địa cấp thị Thượng Nhiêu, tỉnh Giang Tây, Cộng hòa Nhân dân Trung Hoa. Huyện này có diện tích 2178 ki-lô-mét vuông, dân số năm 2003 là 410.000 người. Mã số bưu chính là 334500, mã vùng điện thoại là 0793. Chính quyền huyện đóng ở trấn Hà Khẩu. 

## Hành chính
Huyện Duyên Sơn được chia ra làm 17 đơn vị hành chính cấp hương, gồm 8 trấn, 7 hương và 2 hương dân tộc. Ngoài ra huyện này còn quản lí 2 đơn vị tương đương cấp hương khác.
- Trấn: Hà Khẩu (河口镇), Thủy Bình (永平镇), Thạch Đường (石塘镇), Nga Hồ (鹅湖镇), Hồ Phường (湖坊镇), Vũ Di Sơn (武夷山镇), Uông Nhị (汪二镇), Cát Tiên Sơn (葛仙山镇)
- Hương: Trần Phường (陈坊乡), Hồng Kiều (虹桥乡), Tân Than (新滩乡), Giá Hiên (稼轩乡), Anh Tướng (英将乡), Tử Khê (紫溪乡), Thiên Trụ Sơn (天柱山乡)
- Hương dân tộc của người Dư: Thái Nguyên (太源畲族乡), Hoàng Bích (篁碧畲族乡)
- Đơn vị ngang cấp hương khác: trung tâm phục vụ Thanh Khê (铅山县青溪服务中心), rừng ươm quốc doanh Duyên Sơn (铅山县国营森林苗圃)